# Evgenija Chachina
Evgenija Evgen'evna Chachina (in russo Евгения Евгеньевна Хахина?; 19 novembre 1981) è un'ex fondista russa.

## Biografia
In Coppa del Mondo esordì il 25 ottobre 2003 a Düsseldorf, subito ottenendo il primo podio (3ª). Non partecipò né a rassegne olimpiche né iridate.

## Palmarès

### Coppa del Mondo
- Miglior piazzamento in classifica generale: 47ª nel 2004
- 3 podi (1 individuale, 2 a squadre):
  - 3 terzi posti (1 individuale, 2 a squadre)